# NRAM
NRAM eller nano-RAM är en ny typ av minne som bygger på en teknologi där man använder kolbaserade nanorör. Tekniken som ägs av företaget Nantero innebär att man blandar mycket tunna nanorör (1/100 000 dels tjocklek av ett hårstrå) av kol med konventionella halvledare.